# Sonolência diurna excessiva
A sonolência diurna excessiva (SDE) é caracterizada por sonolência persistente e falta geral de energia, mesmo durante o dia após o sono noturno aparentemente adequado ou mesmo prolongado. A SDE pode ser considerada uma condição abrangente que abrange vários distúrbios do sono em que o aumento do sono é um sintoma de outro distúrbio subjacente, como narcolepsia, hipersonia idiopática, apneia do sono ou distúrbio do sono do ritmo circadiano.